# Крипто (книга)
«Крипто: как криптографы победили правительство, отстояв приватность для эпохи цифровых технологий» (англ. Crypto: How the Code Rebels Beat the Government—Saving Privacy in the Digital Age) — книга Стивена Леви о криптографии, опубликована в 2001 году. Леви подробно рассказывает о расширении применения криптографии с открытым ключом, цифровых подписей и борьбой между АНБ и шифропанками. В книге также подробно описано создание шифров DES, RSA и микросхемы Clipper.

## Содержание
В «Крипто» рассказывается о приватности в информационную эпоху и о нердах и визионерах, которые почти 20 лет до выхода книги предсказали, что величайшая добродетель интернета — свободный доступ к информации — была также наиболее опасным недостатком: возможным концом приватности.
Уит Диффи, изобретший «открытый ключ»; Дэвид Чаум, чьи анонимные цифровые деньги угрожают глобальной финансовой инфраструктуре; и шифропанки, такие как Фил Циммерман, которые свободно распространяли военные шифры под носом у правительства США.
Первое публичное сообщение о том, что АНБ на самом деле хотело, когда создавало микросхему Clipper, и как администрация Клинтона провалила всю операцию.